# Пережитки шаманизма в венгерском фольклоре
Пережитки шаманизма в венгерском фольклоре — рудименты мифологического сознания у представителей венгерского этноса, связанные с верой в возможность влиять на объективную реальность с помощью посредников с потусторонним миром, а также магически-ритуальная атрибутика венгерских знахарей, целителей, предсказателей и т. п. Проблему венгерского и связанного с ним сибирского шаманизма изучали Габор Сенткатолнаи, Бенедек Баратоши-Балог, Енё Фазекаш (венг. Fazekas Jenő), Вильмош Диосеги. Сейчас данную тему в Венгрии исследует Михай Хоппал.

## Истоки шаманизма
Природа венгерского шаманизма, как и вообще венгерская мифология, тесно связана с происхождением венгров как этноса. Где-то до середины I тыс. н. э. предки венгров составляли часть финно-угорского народа, где шаманизм (камлание) является важной составляющей религиозно-мифологической практики. Распространённое в финно-угорском мире использование галлюциногенных грибов для камлания известно также и из венгерских переводов.
Однако, в отличие от своих родственников — хантов и манси, которые остались в тайге, мадьяры переселились в лесостепи, где попали под влияние тюрков. Долго живя под властью булгар и хазар, полностью перейдя к кочевому образу жизни, они стали похожими на своих степных соседей (Константин Багрянородный называет венгров «турками»). Известно, что венгры имеют генетическое родство с башкирами. Уже после «завоевания родины» мадьяры ассимилировались с кочевниками каварами и частично с половцами.
Кроме тюрков, на венгерское религиозно-мифологическое мировоззрение повлияли также, очевидно, остатки ираноязычного населения степи — ясы. Именно от них, вероятно, происходил обычай хоронить знатных угров вместе с лошадьми.
Однако, как отмечают исследователи, венгерский фольклор имеет наибольшее сходство именно с тюркским. По данным арабских источников, традиционными для венгров были поклонение огню и религия, похожая на тенгрианство. Верховного бога венгры издавна называют иштен, где частица «тен» является производным от тюркского «тенгри». Для угро-тюркского мифологического мировоззрения характерно представление о трехъярусном делении Вселенной (верхний, человеческий и подземный мир), мировом древе, предания о бетяриях — богатырях (тюрк. батыр).

## Талтоши — венгерские колдуны
Из исторических источников известно, что и после принятия католичества среди венгров выделялась группа жрецов, которые назывались талтошами (венг. táltos). К характерным чертам талтоша относят:
- появление на свет с зубами, обычно большими, иногда — с волосяным покровом;
- в семилетнем возрасте талтош исчезает. Считается, что старые колдуны на небе в это время передают ему свои знания;
- спит днем и погружается в невидимый мир, по возвращении с которого просит молока;
- согласно поверьям, может перевоплощаться в других существ, чаще всего — в быка.

Михай Хоппал в 1980-х годах описал шаманскую практику нескольких талтошей-пастухов в глухих селах Венгрии.
Непременный атрибут талтоша — «бубен, изготавливался из большого перекрещённого решета. Чудодейственные свойства бубна зафиксированы в детской венгерской песни Аист, аист, горлица», где с его помощью мальчик лечит раненого аиста. Удары решета-бубна талтош использовал для предсказания будущего, лечения больных, мог ими загонять скот в нужном направлении.

## Босоркани — венгерские ведьмы
В отличие от классических сибирских шаманов, талтошами могли быть и женщины. В XVI-XVIII веках происходили судебные процессы над босорканями (венг. boszorkány, boszorka) — венгерскими ведьмами. Обвиняемые, напротив, отрицали свое ведовство, утверждая что они — талтоши. Данное понятие, как и лексема, впоследствии попали в культуру соседних славянских народов (например, словаков). В частности, в бойковских говорах босурканя — это ведьма-гадалка. Востоковед В. Бушаков выводит этимологию boszorka из тюркских языков. Гоголевский басаврюк («дьявол в человеческом обличье») имеет то же самое происхождение.